# Sawah
Sawah: berättelser från Java är en bok från 1947 av den svenske författaren Eric Lundqvist. I boken skildrar Lundqvist hur han och hans indonesiska hustru Sari levde som risbönder på Java under andra världskriget. Redan före kriget hade Eric och Sari köpt hus och mark i hennes hemby Nagrek på Java. När japanerna ockuperade Indonesien tillfångatogs Eric och sattes i fångläger, men lyckades rymma. Med hjälp av byborna lyckades Eric hålla sig gömd från japanerna i Nagrek under resten av kriget. Trots krig och ockupation var tiden som risbönder relativt lycklig för Eric och Sari. Boken är en realistisk och självutlämnande skildring av hur en svensk lyckas smälta in i en främmande kultur och dela människornas liv. Den rymmer också tragik när han berättar om hur deras lilla adoptivdotter Titi blir sjuk och dör vid två års ålder på grund av brist på läkarvård.